# Consociazione
In agricoltura, la consociazione è la coltivazione contemporanea di piante di specie diverse sullo stesso appezzamento di terreno.

## Tecnica agricola
La consociazione può essere di diversi tipi. In base al tipo di piante, la consociazione si definisce: erbacea quando tutte le piante coltivate insieme sono erbacee; arborea o legnosa quando tutte le piante sono arboree; mista quando si coltivano insieme piante erbacce e arboree. In base alla durata, la consociazione si definisce: permanente quando le diverse specie permangono insieme sullo stesso terreno per tutta la loro esistenza; temporanea se una delle specie è raccolta o estirpata prima delle altre.
Per essere consociate, le specie devono essere compatibili tra di loro sia dal punto di vista biologico che colturale.
La consociazione permette i seguenti vantaggi: utilizzare più proficuamente la stessa superficie di terreno, ottenendo una maggiore produzione; ridurre il periodo improduttivo dell'appezzamento, ottenendo un primo prodotto mentre l'altra specie entra in produzione; impiegare una specie come sostegno per l'altra (ad es. l'avena per la veccia) o come protezione dall'insolazione eccessiva o dal vento. La consociazione presenta però alcuni svantaggi: è scarsamente compatibile con la meccanizzazione dei lavori agricoli; crea difficoltà nell'esecuzione dei trattamenti antiparassitari e ostacola il diserbo; non consente le specializzazioni produttive che permettono di realizzare una migliore organizzazione aziendale.
Per gli svantaggi che presenta, nell'agricoltura moderna la consociazione non è molto diffusa ed è praticata prevalentemente nell'orticoltura a livello familiare e nella coltivazione dei foraggi.